# Oscaruddelingen 1929
Oscaruddelingen 1929 var den første oscaruddeling, hvor de bedste film fra 1927 og 1928 blev æret med en oscarstatuette. Uddelingen fandt sted 16. maj 1929, under en privat middag
på Hollywood Roosevelt Hotel i Los Angeles, USA. Formanden for  Academy of Motion Picture Arts and Sciences, Douglas Fairbanks var vært for uddelingen. Billetterne kostede 5 dollars, 270 personer
deltog og ceremonien varede 15 minutter. Priserne blev skabt af Louis B. Mayer, der grundlagde Louis B. Mayer Pictures Corporation (der i dag er en del af Metro-Golwyn-Mayer). Det er den eneste uddeling der ikke blev sendt
på enten radio eller tv.

## Nominerede og vindere
Vinderne blev offentliggjort 3 måneder før ceremonien. 
| Bedste filmproduktion | Bedste unikke og kunstneriske produktion |
| --- | --- |
| - Wings - The Racket - Seventh Heaven | - Sunrise: A Song of Two Humans - Chang: A Drama of the Wilderness - The Crowd                                                                       |
| Bedste instruktør, Komedie | Bedste instruktør, Drama |
| - Two Arabian Knights – Lewis Milestone - Speedy – Ted Wilde | - Seventh Heaven – Frank Borzage - The Crowd – King Vidor - Sorrell and Son – Herbert Brenon                                                         |
| Bedste mandlige hovedrolle | Bedste kvindelige hovedrolle |
| - Emil Jannings – The Last Command og The Way of All Flesh - Richard Barthelmess – The Noose and The Patent Leather Kid                                               | - Janet Gaynor – Seventh Heaven, Street Angel and Sunrise: A Song of Two Humans - Gloria Swanson – Sadie Thompson - Louise Dresser – A Ship Comes In |
| Bedste originale manuskript | Bedste filmatisering |
| - Underworld – Ben Hecht - Hans sidste kommando – Lajos Bíró | - Seventh Heaven – Benjamin Glazer - Glorious Betsy – Anthony Coldeway - Jazzsangeren – Alfred A. Cohn                                               |
| Bedste fotografering | Bedste scenografi |
| - Sunrise: A Song of Two Humans – Charles Rosher og Karl Struss - The Devil Dancer – George Barnes - The Magic Flame – George Barnes - Sadie Thompson – George Barnes | - The Dove and Tempest – William Cameron Menzies - Seventh Heaven – Harry Oliver - Sunrise: A Song of Two Humans – Rochus Gliese                     |
| Bedste tekniske effekter | Bedste mellemtekst |
| - Wings – Roy Pomeroy - (Ingen specifik film) – Ralph Hammeras - (Ingen specifik film) – Nugent Slaughter                                                             | - (Ingen specifik film) – Joseph Farnham - (Ingen specifik film) – George Marion, Jr. - The Private Life of Helen of Troy – Gerald Duffy             |

## Ærespriser
- Charlie Chaplin
- Warner Bros.